# Haré H̱atira
Haré H̱atira (hebreiska: הרי חתירה) är en bergskedja i Israel.   Den ligger i distriktet Södra distriktet, i den södra delen av landet.